# Elliott (album)
Albums de Blankass
L'Homme fleur
(2003) Un concert
(2008)
Elliott est le titre du quatrième album studio du groupe de rock français Blankass.
Cet album, enregistré à Paris, est sorti le 17 octobre 2005 (Up Music). Il porte ce nom en hommage à Elliott Smith, artiste américain qui trouva la mort en 2003.

## Liste des titres
1. Mon drapeau (3 min 08 s)
2. Fatigué (3 min 31 s)
3. Qui que tu sois (3 min 44 s) Feat. Manu
4. Au Costes à côté (3 min 57 s)
5. Le passage (3 min 57 s)
6. Je n'avais pas vu (4 min 57 s)
7. Le prix (4 min 44 s)
8. Soleil inconnu (3 min 48 s)
9. Ce qu'on se doit (3 min 25 s)
10. La faille (5 min 56 s)